# 伊利亚·伊雷因
伊利亚·伊雷因（俄语：Илья Ильин，1988年5月24日—）是哈萨克斯坦一名举重运动员，他身高1.75米。
伊雷因在2005年参加多哈世锦赛85公斤级比赛凭借抓举170公斤、挺举216公斤、总成绩386公斤获得冠军。而挺举216公斤和总成绩386公斤是现在的世界青年纪录。此外，伊雷因在2006年世锦赛中以抓举175公斤、挺举217公斤、总成绩392公斤斩获94公斤级金牌。他在此次比赛中曾挑战233公斤的挺举世界纪录，但是两次尝试均以失败告终。2008年，伊雷问鼎北京奥运会男子94公斤级比赛，以微弱优势击败了亚军希蒙·科韦茨基和季军哈吉穆拉特·阿卡耶夫。
2010年，在广州亚运会中以394千克夺得男子94公斤级举重冠军。
2016 年6月，IWF宣布對2008年夏季奧運會、2012年夏季奧運會的樣本進行重新檢測，結果伊雷因的兩項檢測呈陽性。同年11月，伊雷因重新檢測樣本中的興奮劑違規行為而被剝奪了兩枚奧運金牌。